# Le François
Le François è un comune francese di 19.798 abitanti situato nel dipartimento d'oltre mare della Martinica.